# المرزاعة (العدين)

تعديل مصدري - تعديل

المرزاعة محلة تابعة لقرية بني واصل، التابعة لعزلة بني زهير بمديرية العدين إحدى مديريات محافظة إب في الجمهورية اليمنية، بلغ تعداد سكانها 125 حسب تعداد اليمن لعام 2004.